# Denny Martin Flinn
Denny Martin Flinn est un scénariste américain, né le 21 décembre 1947 à San Francisco et décédé le 24 août 2007 à Los Angeles. Avant de se lancer dans l'écriture de scénario, il était danseur professionnel et il a pu, ainsi travailler aussi comme chorégraphe au cinéma.

## Filmographie

### Cinéma
Scénariste
- 1991 : Star Trek 6 : Terre inconnue

Chorégraphe
- 1998 : Les Imposteurs

## Distinctions
Nominations
- Saturn Award :
  - Saturn Award du meilleur scénario 1993 (Star Trek 6 : Terre inconnue)
- Prix Hugo :
  - Meilleur film 1992 (Star Trek 6 : Terre inconnue)